# Julius Disselhoff
Julius August Gottfried Disselhoff, född 24 oktober 1827, död 14 juli 1896, var en tysk teolog.
Disselhoff var Theodor Fliedners medhjälpare i Kaiserswerth och från 1865 ledare för diakonianstalterna där. Disselhoff ägnade ett betydande arbete åt diakonin, vården av förståndshandikappade med mera.

## Psalmer
- "Jesus, Guds Son, träd in i denna skara" (tyska: Priester und König, tritt in unsre Mitte), diktad cirka 1860.